# Kövər
Kövər è un comune dell'Azerbaigian situato nel distretto di Yevlax. Conta una popolazione di 2 422 abitanti.